# Церква Усікновення голови святого Івана Хрестителя (Хартонівці)
Церква Усікновення голови святого Івана Хрестителя в Хартонівцях — парафія і храм греко-католицької громади Заліщицького деканату Бучацької єпархії Української греко-католицької церкви в селі Хартонівці Чортківського району Тернопільської области.

## Історія церкви
Згідно з відомостями, першу дерев'яну церкву в селі Харитонівці збудували у 1917 році, але вона згоріла. Тоді парафіяни вирішили звести новий храм.
Нову церкву збудували з каменю за кошти громади в центрі села. Її освятили на свято Усікновення Голови Святого Івана Хрестителя, тому храм назвали на його честь. Хори, престіл та ківот виготовив майстер Семен Калакайло.
Церква та парафія були греко-католицькими, але з приходом більшовиків богослужіння почали проводити за православним обрядом РПЦ (1946–1964). З 1964 по 1988 рік храм був закритий державною владою, і парафіяни ходили до материнської церкви в селі Угриньківці. Наприкінці 1989 року за допомогою вірян церкву відкрили та відновили. З того часу громада і храм знову в лоні УГКЦ. За ініціативи церковного комітету церкву покрили «шубою» та провели реставрацію всередині.
У 2010 році здійснили комплексну реставрацію внутрішнього приміщення храму: відремонтували захристію та встановили пластикові вікна. Біля церкви збудовано капличку Пресвятої Богородиці Матері Божої.

## Парохи
- о. Напасій,
- о. Роман Воробкевич,
- о. Роман Маковей,
- о. Іван Сенотович,
- о. Стахун,
- о. Немирович,
- о. Василь Кужель,
- о. Леонід Миколаїв,
- о. Володимир Костецький,
- о. Велиган,
- о. Бочан,
- о. Ігор Мохун,
- о. Василь Мотуляк (1990—1991),
- о. Ігор Леськів (1992—2004),
- о. Петро Майка (2005—2007),
- о. Василь Стасів (2008—2012),
- о. Андрій Прокопів (з 24 серпня 2012).
- о. Василь Пасовистий.
- о. Дмитро Марущак.
- о. Іван Касюк ( з 01.01.2023- )